# Licuala moyseyi
Licuala moyseyi är en enhjärtbladig växtart som beskrevs av Caetano Xavier Furtado. Licuala moyseyi ingår i släktet Licuala och familjen Arecaceae. Inga underarter finns listade i Catalogue of Life.